# Reana del Rojale
Reana del Rojale is een gemeente in de Italiaanse provincie Udine (regio Friuli-Venezia Giulia) en telt 4866 inwoners (31-12-2004). De oppervlakte bedraagt 20,2 km², de bevolkingsdichtheid is 234,09 inwoners per km².
De volgende frazioni maken deel uit van de gemeente: Cortale, Qualso, Reana, Remugnano, Ribis, Rizzolo, Valle, Vergnacco, Zompitta.

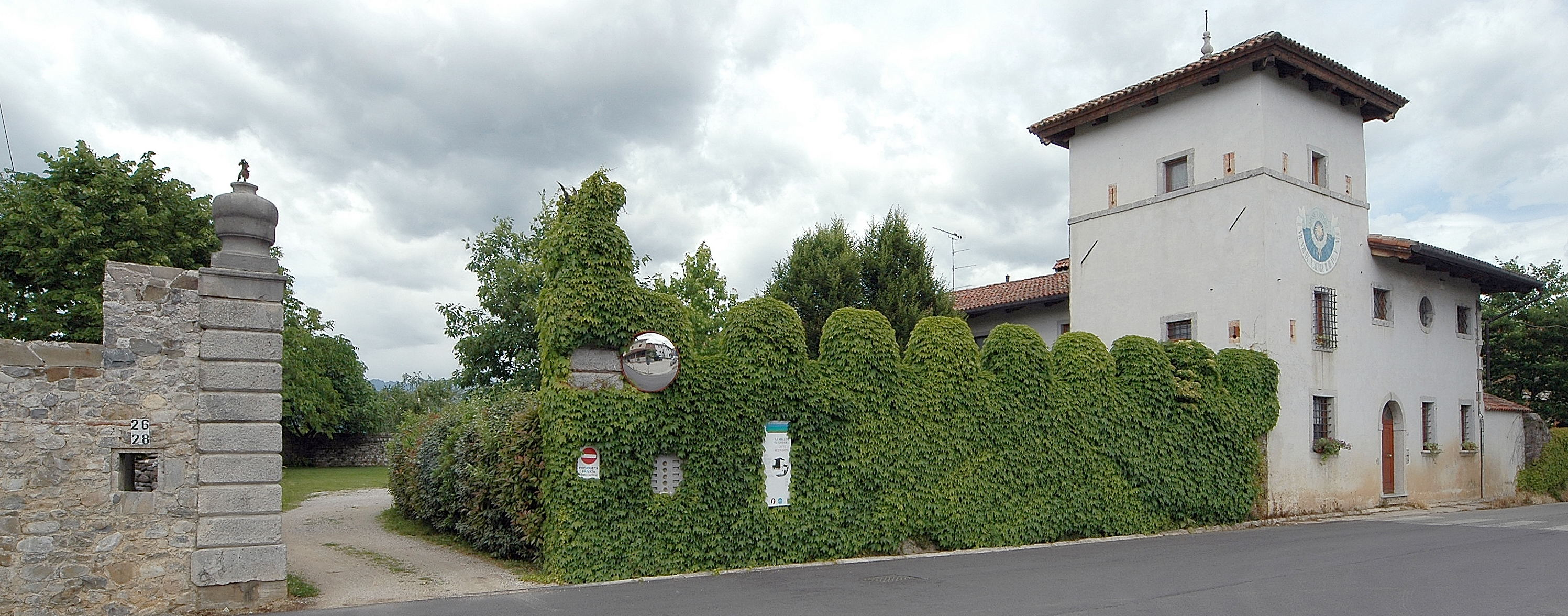
Reana del Rojale
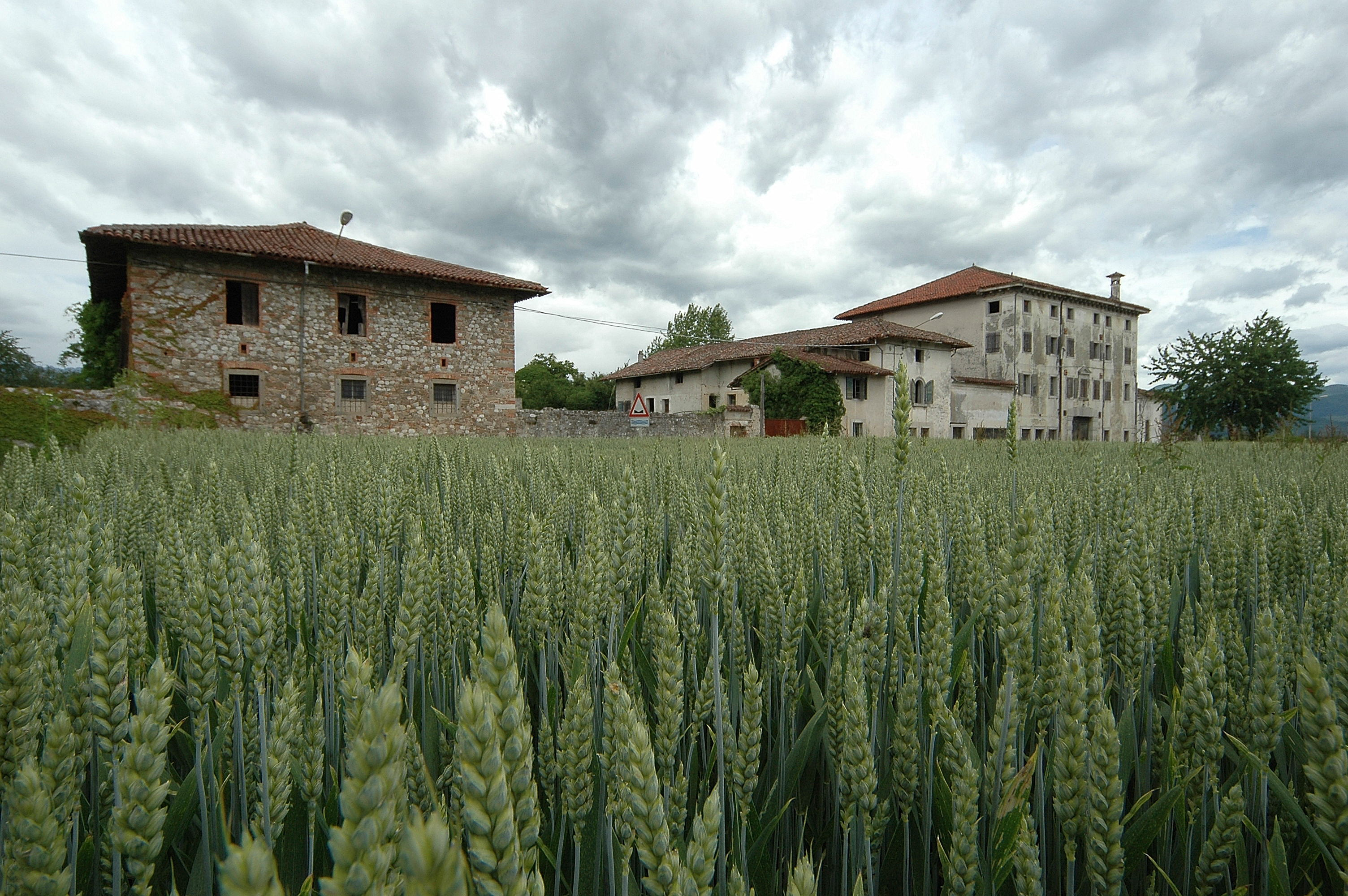
Reana del Rojale

## Demografie
Reana del Rojale telt ongeveer 2029 huishoudens. Het aantal inwoners daalde in de periode 1991-2001 met 2,0% volgens cijfers uit de tienjaarlijkse volkstellingen van ISTAT.
| Jaar | Inwoneraantal |
| ---- | ------------- |
| 1991 | 4823          |
| 2001 | 4726          |

## Geografie
De gemeente ligt op ongeveer 168 m boven zeeniveau.
Reana del Rojale grenst aan de volgende gemeenten: Nimis, Povoletto, Tarcento, Tavagnacco, Tricesimo, Udine.